# المستصفی من علم الاصول
المستصفی من علم الأصول (پالودهٔ دانش اصول) یا به اختصار در فارسی مستصفای غزالی یا مستصفا، مهم‌ترین نوشتهٔ امام محمد غزالی در دانش اصول فقه و مهم‌ترین اثر در این دانش در میان مذاهب مختلف اهل سنت، به ویژه مذهب شافعی است. غزالی این کتاب را در سال‌های پایانی زندگی و پس از دوری گزیدن‌اش از درس و بحث و گوشه‌نشینی مطلق نوشت و نوشتن اش را دو سال پیش از مرگ و در محرم ۵۰۳ به پایان رساند.
غزالی در دیباچهٔ این کتاب بر اهمیت دانش منطق تأکید می‌کند و آن را آغاز و نیز ترازوی دیگر دانش‌ها می‌شمارد. نیز دانش بی‌بهرگان از منطق را درخور اعتماد نمی‌داند. با این همه دانش‌ها را با نظر به منبع‌های اشان در سه دسته بخش می‌کند: عقلی، نقلی و آمیخته‌ای از این دو. پس از آن فقه را در دستهٔ سوم می‌نشاند و اشرف العلوم یا برترین دانش می‌داند.
اگرچه به اصول پرداختن در میان فقیهان اهل سنت هم‌چند همتایان شیعه اشان نیست ولی مستصفا، هم مرجعیت اش را همچنان در میان ایشان نگاه داشته و هم در روزگار خود بر اصول فقه شیعه بی تأثیر نبوده‌است.
در روزگار ما مستصفا به کوشش آن لمبتون چاپ شده‌است و ملا عبدالکریم مدرس، شرحی با نام صفوة اللآلی من مستصفی الامام الغزالی بر آن نوشته‌است.